# Huey Long
Huey Pierce Long (ur. 30 sierpnia 1893, zm. 10 września 1935) – amerykański polityk, członek Partii Demokratycznej. Był 40. gubernatorem Luizjany (21 maja 1928 - 25 stycznia 1932), a następnie senatorem (25 stycznia 1932-10 września 1935). Uważany za populistę ze względu na głoszone hasło Share Our Wealth (w wolnym przekładzie "podzielmy nasze bogactwo"). Planował kandydować na prezydenta USA w wyborach w 1936 roku. Zginął w zamachu, zastrzelony przez 
Carla Weissa.